# 土木技術者女性の会
土木技術者女性の会（どぼくぎじゅつしゃじょせいのかい、英: The Society of Women Civil Engineers）（略称：(SWCE）とは、日本の女性の土木工学の技術者による一般社団法人、職能団体。本部は東京都に置く。

## 概要
1982年、土木学会誌の座談会に集まった土木工学の女性技術者30名が翌年の1983年1月に任意団体として立ち上げた団体である。結成以来、女性技術者が少ない土木業界の中で、女性技術者の地位向上を目指して活動を続けている。
2013年11月18日（土木の日）に一般社団法人の法人格を取得した。内閣府の男女共同参画局が紹介する「理工系女子応援ネットワーク」及び「リコチャレ応援団体」の登録団体である。
官公庁や建設会社、フリーランスなど様々な現場で働く女性技術者のネットワーク団体として活動している。その活動は労働基準法第六十四条の改正にもつながった。これにより女性の坑内労働が解禁された。
会誌「輪」（りん）を年2回発行している。また、女性技術者についてを解説する冊子「Civil Engineerへの扉」も発行している。正会員360名、サポーター団体　28団体。

### 全国土木系女子学生の会
1987年、宮村忠教授らが中心となって神奈川県の関東学院大学工学部土木工学科 (現：理工学部理工学科土木学系) に全国初の「女子クラス」が誕生した。そのクラスメンバーらが各地の大学で土木工学を学ぶ学生に連絡を取り、1990年ごろに「全国土木系女子学生の会」が設立されている。初代会長は白木綾美。全国土木系女子学生の会は土木技術者女性の会とも協力して、2010年代にいたるまで継続して活動を続けている。事務局は関東学院大学の中においている。